# Stephen Mozia
Stephen Mozia (ur. 16 sierpnia 1993) – nigeryjski lekkoatleta specjalizujący się w pchnięciu kulą i rzucie dyskiem. Do marca 2014 reprezentował Stany Zjednoczone.
Dziesiąty zawodnik mistrzostw świata juniorów w Barcelonie (2012). Po zmianie barw narodowych, bez powodzenia startował na halowych mistrzostwach świata w Sopocie (2014). W tym samym roku zdobył brązowy medal w rzucie dyskiem oraz zajął 4. miejsce w konkursie pchnięcia kulą podczas mistrzostw Afryki w Marrakeszu. W 2016 zdobył dwa brązowe medale afrykańskiego czempionatu.
Medalista mistrzostw NCAA.
Rekordy życiowe: pchnięcie kulą (stadion) – 21,76 (19 lipca 2016, Uście nad Łabą) rekord Nigerii; pchnięcie kulą (hala) – 21,11 (30 stycznia 2016, Nashville) rekord Nigerii; rzut dyskiem – 62,80 (31 maja 2014, Jacksonville).

## Osiągnięcia
| Rok  | Impreza                     | Miejsce        | Konkurencja    | Lokata            | Wynik |
| ---- | --------------------------- | -------------- | -------------- | ----------------- | ----- |
| 2012 | Mistrzostwa świata juniorów | Barcelona      | pchnięcie kulą | 10. miejsce       | 19,45 |
| 2014 | Halowe mistrzostwa świata   | Sopot          | pchnięcie kulą | el. – 17. miejsce | 18,91 |
| 2014 | Igrzyska Wspólnoty Narodów  | Glasgow        | pchnięcie kulą | el. – 14. miejsce | 17,76 |
| 2014 | Mistrzostwa Afryki          | Marrakesz      | pchnięcie kulą | 4. miejsce        | 17,65 |
| 2014 | Mistrzostwa Afryki          | Marrakesz      | rzut dyskiem   | 3. miejsce        | 57,11 |
| 2014 | Puchar interkontynentalny   | Marrakesz      | rzut dyskiem   | 7. miejsce        | 57,31 |
| 2016 | Halowe mistrzostwa świata   | Portland       | pchnięcie kulą | 12. miejsce       | 19,84 |
| 2016 | Mistrzostwa Afryki          | Durban         | pchnięcie kulą | 3. miejsce        | 19,84 |
| 2016 | Mistrzostwa Afryki          | Durban         | rzut dyskiem   | 3. miejsce        | 59,16 |
| 2016 | Igrzyska olimpijskie        | Rio de Janeiro | pchnięcie kulą | el. – 28. miejsce | 18,98 |